# Mapleton (Maine)
Mapleton es un pueblo ubicado en el condado de Aroostook en el estado estadounidense de Maine. En el Censo de 2010 tenía una población de 1.948 habitantes y una densidad poblacional de 21,9 personas por km².

## Geografía
Mapleton se encuentra ubicado en las coordenadas 46°42′7″N 68°6′43″O / 46.70194, -68.11194. Según la Oficina del Censo de los Estados Unidos, Mapleton tiene una superficie total de 88.95 km², de la cual 87.99 km² corresponden a tierra firme y (1.08%) 0.96 km² es agua.

## Demografía
Según el censo de 2010, había 1.948 personas residiendo en Mapleton. La densidad de población era de 21,9 hab./km². De los 1.948 habitantes, Mapleton estaba compuesto por el 98% blancos, el 0.21% eran afroamericanos, el 0.87% eran amerindios, el 0.31% eran asiáticos, el 0% eran isleños del Pacífico, el 0% eran de otras razas y el 0.62% pertenecían a dos o más razas. Del total de la población el 0.31% eran hispanos o latinos de cualquier raza.